# تصویر خاکستری
|                             |  |  |
| تبدیل تصویر خاکستری به رنگی |  |  |

سیاه سفید (gray scale) در عکاسی و محاسبات تصویر دیجیتال gray scale تصویری است که هر پیکسل آن از مقادیر تک نمونه ایی تشکیل شده است. تصاویری از این نوع به عنوان تصاویر سیاه و سفید هم شناخته می‌شود. منحصراً از سایه‌های خاکستری نیز تشکیل شده است، اختلاف از مشکی در ضعیف‌ترین نقطه تا سفید در بیشترین مقدار آن.
تصاویر gray scale متمایز است از تصاویرتک بیتی و دوکاناله که فقط رنگ سیاه یا سفید را شامل می‌شود. زمینه تصویربرداری با کامپیوتر شامل تصاویری با ۲ رنگ سیاه و سفید است (همچنین تصاویر ۲سطحی یا باینری هم گفته می‌شود). تصاویر gray scale با سایه‌های خاکستری بسیاری تشکیل می‌شود.
تصاویر سیاه سفید اغلب نتایج اندازه‌گیری میزان نور در هر پیکسل در یک گروه از واحد طیف الکترومغناطیس است. در چنین مواردی آن‌ها تک رنگ مناسب هستند زمانی که فقط یک فرکانس دریافت می‌شود.
همچنین آن‌ها (سیاه سفید) می‌توانند از یک عکس تمام رنگی نیز گرفته شوند.

## نمایش عددی
شدت پیکسل بین محدوده کمترین و بیشترین می‌باشد. این محدوده در شیوه‌ای انتزاعی به عنوان مقدار بین صفر (تمم سیاهی‌ها) و (تمام موجودیت‌های سفید) با هرمقدار کسری بین آن‌ها عنوان می‌شود. این عبارت در نوشته‌های علمی بیان می‌شود. اما این تعریف سیاه یا سفید را از نظر رنگی تعریف نمی‌کند.
راه دیگر نمایش سیاه و سفید بکارگیری درصد است
در این نمایش مقادیر از صفرتا ۱۰۰ است بیشتر برای رویکرد بصری کاربرد دارد اما به شرطی که مقادیر صحیح استفاده شود.